# LILLY
LILLY er en dansk producent og forhandler af brude- og festkjoler med forhandlere i Danmark, Sverige og Tyskland.

## Historie
Lilly Brændgaard blev født i 1918 som datter af en maler og en hjemmesyerske. Som barn hjalp hun sin mor med at sy. Hun kom lære som syerske og tilskærer. Det viste sig, at hun havde evner og sans for mode og design. I 1946 åbnede hun sin egen systue i Vejle under navnet Kjoleatelieret Lilly. I starten var den primære forretning at sy tøj om, da tekstiler var en mangelvare i efterkrigstiden. Hun viste sig hurtigt at være en dygtig designer, og i takt med tilstrømningen af kunder, måtte der ansættes yderligere folk.
Hun interesserede sig for brudekjoler og brudeudstyr, og efter 10 år med hverdagstøj, ændrede hun produktfokus. Efterspørgslen på produkterne steg, så efterhånden blev virksomheden udvidet med flere butikker og medarbejdere.
I årrække var Lilly stort set eneforhandler af brudekjoler og brudeudstyr i Danmark. På grund af faldende fødselstal i 1980'erne, blev produktfilosofien udvidet til det mere generelle begivenhedstøj.
Brudekjolen er stadig hovedprodukt, selv om virksomheden i dag også designer kjoler til mange festlige anledninger. Kollektionen omfatter desuden også herretøj til fest og bryllup. 